# Orchis géant
Himantoglossum robertianum
Espèce
Classification phylogénétique
Statut de conservation UICN

 LC  : Préoccupation mineure
L'Orchis géant (Himantoglossum robertianum), ou orchis à longues bractées est une espèce d'orchidées terrestre européenne.
C'est une plante robuste, pouvant dépasser 50 cm, à inflorescence dense, fréquente en région méditerranéenne de la fin de l'hiver au début du printemps, où on peut la rencontrer notamment sur les talus herbeux des bords de routes ou de chemins. Depuis l'an 2000, cette espèce est de plus en plus souvent observée en France hors de la zone méditerranéenne, tout d'abord dans des départements du sud-est (Isère, Rhône, Savoie, etc.) puis bien au-delà (Calvados, Manche, Côte d'Armor, Moselle, etc.). Des observations, bien plus sporadiques, sont également réalisées en Grande-Bretagne.

## Description

### Écologie et habitat
Plante vivace surtout méditerranéenne poussant en principe sur sol calcaire : garrigues, lieux herbeux, broussailles, bois clairs, talus, bord des chemins.
- Floraison : de janvier-février à avril
- Pollinisation : entomogame (pollinisateurs observés : abeilles et bourdons)
- Dissémination : anémochore

### Morphologie générale et végétative
Plante vigoureuse à deux (parfois trois) bulbes plus ou moins ovoïdes, à tige épaisse striée longitudinalement. Sa hauteur peut varier de 15 à 80 cm, mais la plupart du temps, elle ne dépasse pas 50 cm. Feuilles basales en rosette (5 à 10 feuilles), vert clair, larges, charnues, brillantes, à nervures parallèles. Feuilles caulinaires engainant la tige.

### Morphologie florale
L'inflorescence est un épi, d'abord plutôt pyramidal, ensuite plutôt cylindrique. Nombreuses bractées érigées et linéaires pouvant atteindre 3 cm. Fleurs à éperon orienté vers le bas. Les tépales entourant le labelle sont striés, avec des couleurs variant du vert au violet, les trois externes ovoïdes et connivents, les deux internes linéaires. Le labelle, rose à violet, est allongé, de grande taille (souvent 2 cm), à lobe central bifide, à deux lobes latéraux linéaires semblables à des bras incurvés vers l'intérieur.

### Fruits et graines
Les fruits sont des capsules.

## Statuts de protection, menaces
L'espèce n'est pas encore évaluée à l'échelle mondiale par l'UICN. En Europe et en France elle est classée comme non préoccupante . Elle est considérée quasi menacée (NT), proche du seuil des espèces menacées ou qui pourraient être menacées si des mesures de conservation spécifiques n'étaient pas prises, dans la région Corse.

## Espèce proche
- Barlia metlesicsiana, nouveau nom : Himantoglossum metlesicsianum (W.P. Teschner) P. Delforge, 1999. C'est une orchidée endémique de Tenerife, proche de l'orchis géant et lui ressemblant.

## Synonymes
- Barlia robertiana Greuter, 1967
- Orchis robertiana Loisel.

Elle fut d'abord décrite sous le nom d'Orchis robertiana par Jean-Louis-Auguste Loiseleur-Deslongchamps, qui l'avait dédiée à son ami botaniste G.-N. Robert.
En 1967, après révision taxinomique, elle fut nommée par Werner Rodolfo Greuter Barlia robertiana.
En 1999, Pierre Delforge l'a rattachée au genre Himantoglossum, révision refusée en 2003 puis finalement acceptée en 2009.

## Galerie

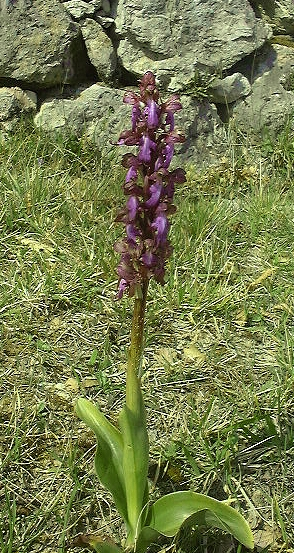
Exemplaire de grande taille
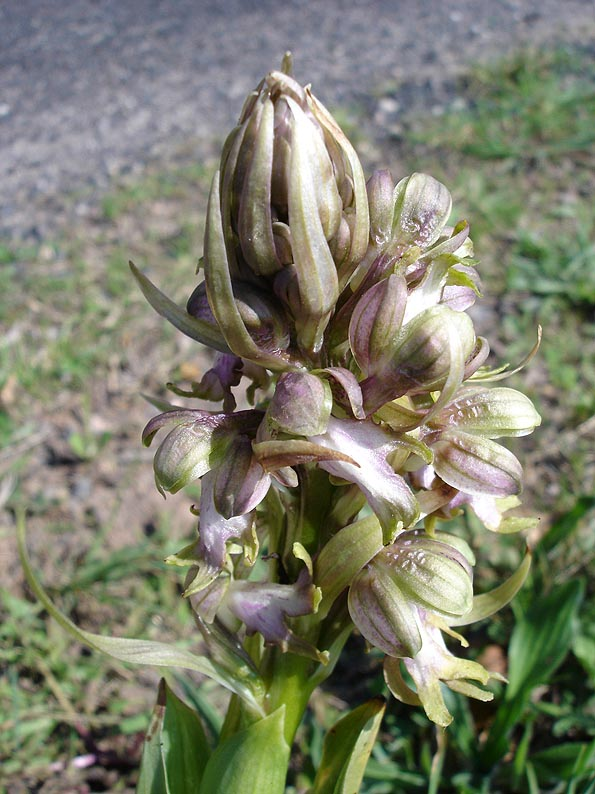
Sommet de l'inflorescence
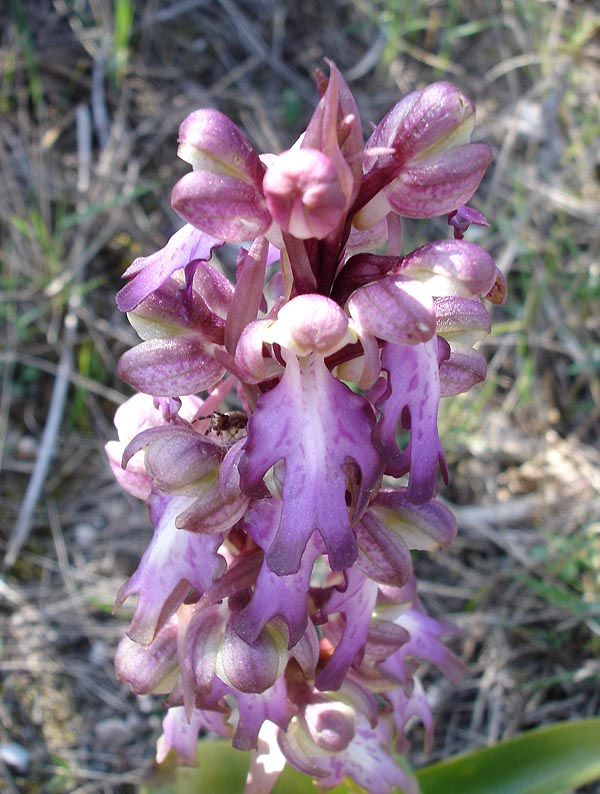
Inflorescence épanouie
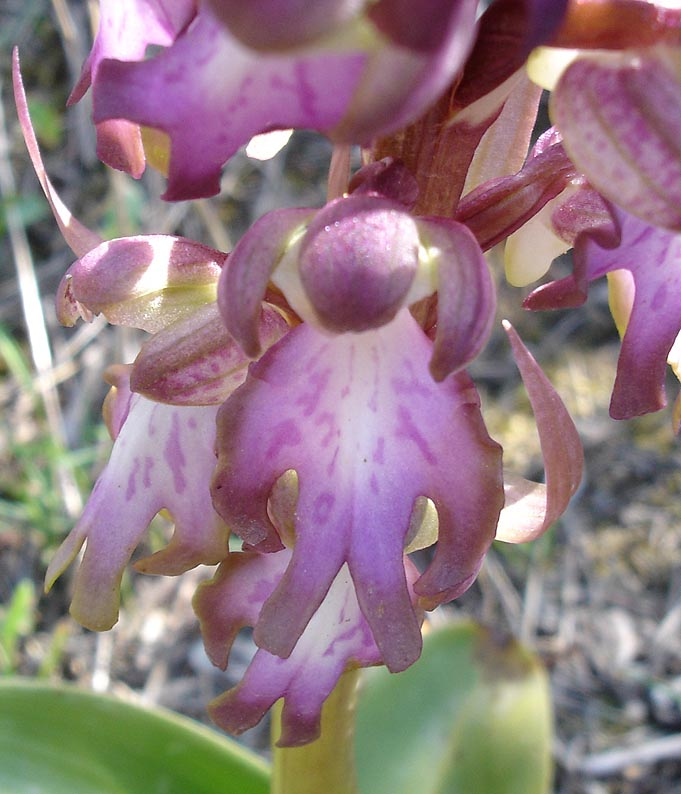
Détail de la fleur
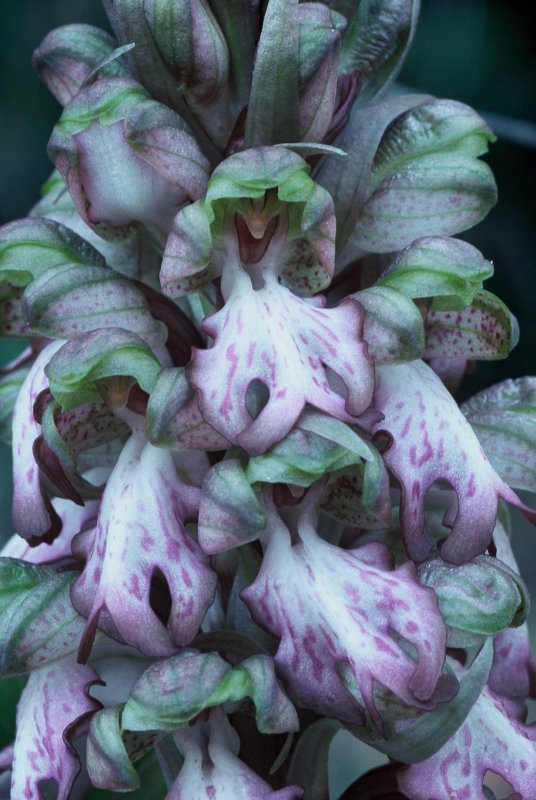
Himantoglossum robertianum, détails de fleurs.
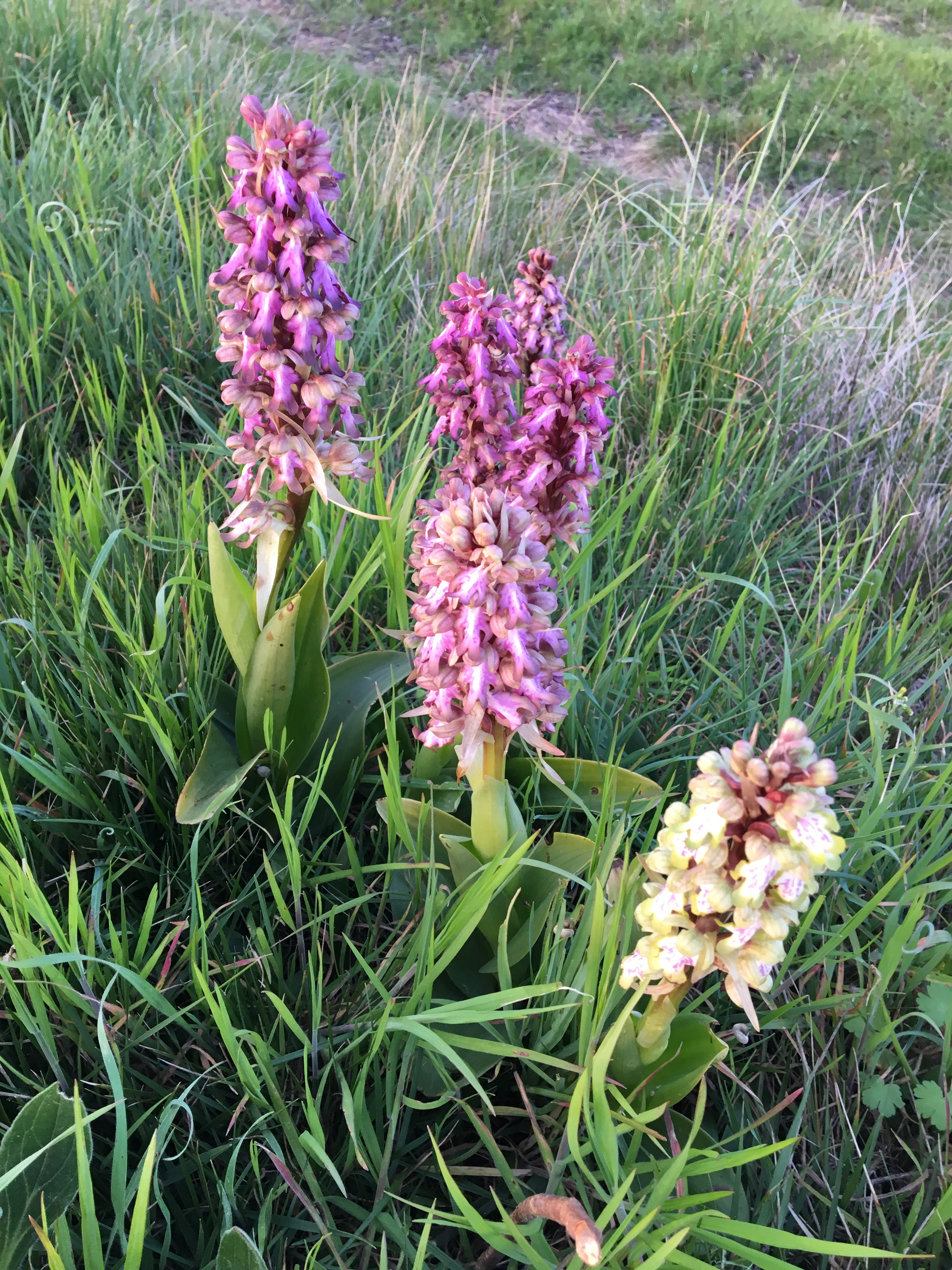
Fleurs d'Himantoglossum robertianum diverses colorations